# باشگاه تنیس چمن آتن
باشگاه تنیس چمن آتن (انگلیسی: Athens Lawn Tennis Club) یک باشگاه تنیس در شهر آتن است که در سال ۱۸۹۵ تاسیس شد.این باشگاه میزبان بازی‌های تنیس در بازی‌های المپیک تابستانی ۱۸۹۶ و همچنین تنیس در بازی‌های المپیک ۱۹۰۶ (غیر رسمی) بود.
هم‌اکنون این باشگاه علاوه بر تنیس محل برگزاری اسکواش نیز می‌باشد.